# Чан Дуншэн
Чан Дуншэ́н (кит. трад. 常東昇, 1908—1986) — мастер китайских боевых искусств, один из наиболее известных представителей стиля Шуайцзяо.
Мусульманин из Баодина провинции Хэбэй.

## Биография
Родился в 1908 году в городе Баодине, провинция Хэбэй. С ранних лет Чан был физически очень развит среди своих сверстников. С восьми лет обучался основам шуайцзяо у отца, Чана Фэнтинга. В десять лет пошел в ученики к знаменитому мастеру шуайцзяо Чжан Фэнъяню. Чан достаточно рано проявил себя среди учеников Чжана как многообещающий мастер боевых искусств. Также изучал методы боя с мечом, но прославился своим владением именно шуайцзяо.
В 20 лет он женился на второй дочери мастера Фэнъяню и переехал в Нанкин, чтобы тренироваться в школе Куо Шу, где многие китайские мастера боевых искусств тренировались и делились своими знаниями. Спустя пять лет в 1933 году Дуншэн участвовал в пятом национальном отборочном турнире Куо Шу в Нанкине и одержал победу в супертяжелом весе над несколькими сотнями других практикующих, среди которых был известный Лю Цзю-Шэн, который стал его самым важным соперником. Благодаря быстрым и грациозным борцовским движениям Чан Дуншэн  получил прозвище «Летающая бабочка». Поступил на военную службу Китая.
Чан бросил вызов чемпиону Монголии по борьбе Хукли, который, предположительно, был ростом 7 футов и весил около 400 фунтов. Чан одержал победу, несмотря на разницу в физических данных.
Чан преподавал в Нанкинском центральном институте Куо шу (中央 國 術 館) и был самым молодым преподавателем в то время. Там он обменялся знаниями с другими специалистами по боевым искусствам. Он создал свой собственный стиль тайцзицюань. Чан путешествовал по Китаю и учился примерно у 70 мастеров, всегда представляясь простым учеником, чтобы изучить все возможное.
На протяжении Японо-китайской и Второй мировой войн, Чан тренировал большое количество китайских националистических войск. Он так же посещал лагеря военнопленных, чтобы практиковать свой стиль в поединках с японскими практиками дзюдо, джиу-джитсу и карате. Одним из важных его выступлений был поединок против дзюдоистов Хайдо Такаяму, Кума Хису и Масао Хичи.
После Второй мировой войны уехал в Тайвань. После создания Национального полицейского университета в Тайбэй в Китайской Республике, президентским указом Чан был назначен старшим инструктором. Он преподавал там более 30 лет.
В 1975 году по приглашению короля Марокко Хасана II он отправился в Марокко, чтобы заниматься китайскими боевыми искусствами. Король Марокко высоко оценил его, наградив мечом.
В феврале 1982 года он учредил Международную ассоциацию Шуайцзяо и активно занимался продвижением своего боевого искусства, путешествуя по всему миру, проводя семинары и мастер-классы.
Начиная с 1980 года Чан регулярно ездил в Соединенные Штаты, чтобы продвигать шуайцзяо.
В 1986 году у него обнаружили рак пищевода. Несмотря на лечение, его состояние постепенно ухудшалось. Он умер в июне 1986 года в возрасте 78 лет, так и оставшись непобежденным в течение более полувека.